# 赛义德·莫拉埃
赛义德·莫拉埃（波斯語：‎，1992年1月5日—）出生于伊朗德黑兰，是一名蒙古籍男子柔道运动员，主攻81公斤级。他曾代表伊朗参加过2016年夏季奥运，也为该国摘得过2018年世锦赛冠军。
2019年8月，莫拉埃出战日本东京举行的世界柔道锦标赛，期间伊朗当局、伊朗柔道联合会以及伊朗奧林匹克委員會要求他在后面的阶段故意输掉比赛，以避免在决赛中与以色列选手萨吉·穆基交手。莫拉埃在获知这一要求后感到恐惧，以至于他不敢回到伊朗。比赛结束后，他前往德国避难，并获得难民身份。后来，伊朗柔道联合会因此事被国际柔道联合会无限期剥夺会员资格，尽管伊朗奥委会同样有参与此事，但由于其于2020年1月承诺会遵守奥林匹克宪章，国际奥委会未对其实施处罚。
莫拉埃于2019年12月获得蒙古国国籍，2020年3月，国际奥委会正式批准他在获得资格的情况下代表蒙古国参加奥运。2022年5月起，他开始代表阿塞拜疆参赛。